# Tribal House
Tribal House ist eine Ende der 1980er Jahre entstandene Variante der House-Musik, die sich durch den Einsatz von traditionellen Percussion-Instrumenten wie etwa Congas von anderen Spielformen unterscheidet. Der Name Tribal selbst sagt nichts über einen wirklichen Ethno Sound oder dergleichen aus, sondern wurde nur in Anlehnung an die Wurzeln der Handtrommel-Musik aus Afrika und der indigenen Völker Amerikas für diese Musikrichtung verwendet.
Der klassische Sound des Tribal House ist fast immer nur instrumental. Elektronische Musikelemente oder andere Begleitinstrumente werden spärlich eingesetzt.

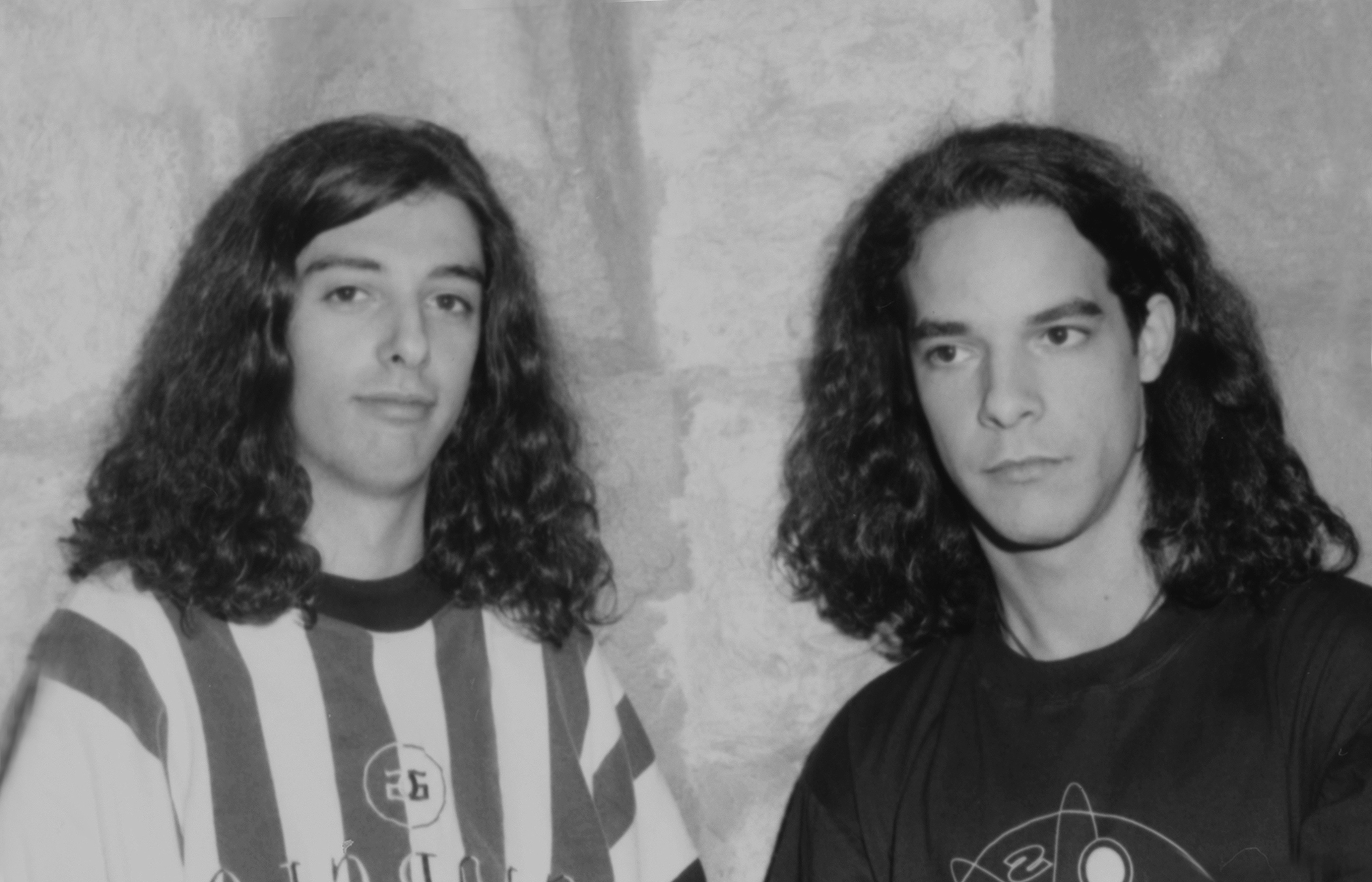
Underground Sound of Lisbon 1994

## Subgenres
Es entstanden im Laufe der 1990er Jahre zwei hauptsächliche Subgenres, die aber nicht immer eindeutig voneinander abgrenzbar sind.

### Balearic Tribal House
Der Balearic Tribal House ist ein Subgenre des Tribal House und hat seine Wurzeln auf der Partyinsel Ibiza, wo Percussionisten live zu den Tracks in den Clubs spielten (z. B. der Percussionist "Del Gado"). Der Rhythmusstil ist sehr ähnlich der sogenannten Funky House Tracks, nur dass sie Congas & Percussion (und in letzter Zeit auch Saxophon und Geigen) als Instrumente zusätzlich enthalten. Die Handtrommeln geben in diesem Stil den Rhythmus vor (in Kombination mit den Basslines) und haben einen treibenden Beat. Die Geschwindigkeit liegt meist zwischen 127 und 130 bpm.
Eine weitere Entwicklung erfuhr Tribal House um die Jahrtausendwende. Aus den USA kamen neue Labels wie Siesta Music, Tango Records, Nightshift, Bluem oder Doubledown Records. Neue Produzenten wie Joeski, Halo Varga, Hipp-E, Tony aus New York sowie der Ost- und Westküste und gaben der Musikrichtung einen neuen Anstoß.

### Deep Dark Tribal
Deep Dark Tribal oder auch nur Dark Tribal wird manchmal auch Underground House oder Under the Influence Sound genannt. Der Sound selbst hat wuchtige tiefe Basslines und eine düstere Grundstimmung.

## Verwandte Genres
Folgende Genres sind mit Tribal House verwandt und nicht immer leicht abzugrenzen:
- Afro House
- Latin House

## Stiltypische Tracks
- Danny Tenaglia – Elements
- Victor Calderon – Deepest Jungle
- Robbie Rivera – Feel This
- Saeed And Palash – Watching You
- Superchumbo – Irresistable
- The Good Men – Give it Up
- Jesse García – Tarragona
- Antoine Clamaran – Zoo
- Kash! – Tropical Sax EP